# Bussière-Nouvelle
Bussière-Nouvelle este o comună în departamentul Creuse din centrul Franței. În 2009 avea o populație de 113 de locuitori.

## Evoluția populației
| An        | 1975 | 1982 | 1990 | 1999 | 2006 | 2009 |
| --------- | ---- | ---- | ---- | ---- | ---- | ---- |
| Populație | 141  | 130  | 113  | 105  | 111  | 113  |